# Dodelen-Gletscher
Der Dodelen-Gletscher (bulgarisch ледник Доделен lednik Dodelen) ist ein 3,6 km langer und 2,8 km breiter Gletscher auf der Pasteur-Halbinsel der Brabant-Insel im Palmer-Archipel westlich der Antarktischen Halbinsel. Er fließt südwestlich des Podajwa-Gletschers, nordwestlich des Lister-Gletschers und nördlich des Oschane-Gletschers von den Westhängen des Mount Hunter in den Stribog Mountains in westlicher Richtung zur Guyou-Bucht.
Britische Wissenschaftler kartierten ihn 1980 und 2008. Die bulgarische Kommission für Antarktische Geographische Namen benannte ihn 2015 nach einem Fluss im östlichen Balkangebirge.